# Graphocephala cervina
Graphocephala cervina är en insektsart som beskrevs av Fowler 1899. Graphocephala cervina ingår i släktet Graphocephala och familjen dvärgstritar. Inga underarter finns listade i Catalogue of Life.